# Legio II Adiutrix

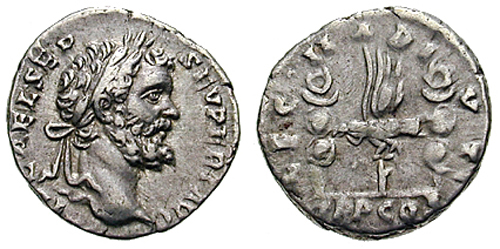
II. Adiutrix Septimius Severusnak tett szolgálataiért veretett denarius.

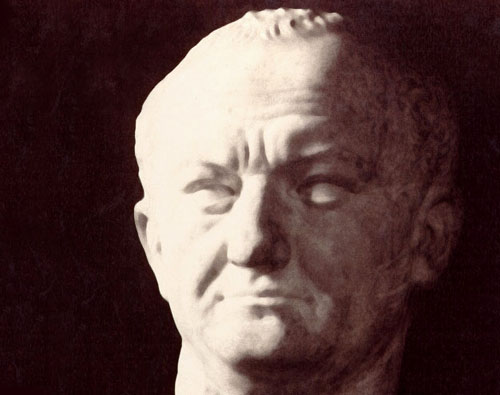
Vespasianus, a legio alapítója

Legio Secunda Adiutrix Iterum Pia Fidelis Constans római csapattest, melyet Titus Flavius Vespasianus állított fel időszámításunk szerint 70-ben a ravennai hajóhad tengerészeiből. Még a negyedik század végén is vannak feljegyzések a II. Adiutrix légióról. A légió jelvénye a vaddisznó és a pegazus volt.
A II. Adiutrix alapítása után elsőként a Germania Inferior (Alsó-Germánia) tartományba lett vezényelve, hogy segítsen leverni a batavus felkelést. A lázadás elfojtása után, a légió követte parancsnokát Quintus Petillius Cerialist Britanniába, hogy leverjék a Venutius által vezetett felkelést is. A következő években a légió tábort vert valószínűleg Chesterben, hogy szétzúzza a lázadó skót és walesi törzseket.
87-ben Titus Flavius Domitianus visszahívta a légiót Pannóniába, hogy harcoljanak a Dák háborúkban. 94 és 95 között a későbbi császár, Publius Aelius Hadrianus is harcolt, mint tribunus a II. Adiutrix soraiban a dákok ellen vívott háborúban.
A 101 és 106 között Marcus Ulpius Traianus által vezetett Dák háborúk után a légiót Aquincumba vezényelték, a mai Budapest városába.
Ezek után a légió vagy annak bizonyos alegységei még részt vettek néhány hadjáratban:
- Lucius Verus parthusok elleni hadjáratában (162-166)
- Marcus Aurelius markomannok elleni hadjáratában (171-173)
- Caracalla alemannok elleni hadjáratában (213)
- III. Gordianus szászánidák elleni hadjáratában (238)

193-ban a II. Adiutrix is kitartóan támogatta Septimius Severus hatalomra kerülését. A harmadik század végére elnyerte az Iterum Pia Fidelis címet majd Claudius Augustus Gothicus uralkodása alatt megkapta a Constans megnevezést is.